# Atlético Clube Corintians
O Atlético Clube Corintians é um clube brasileiro de futebol, da cidade de Caicó, no Estado do Rio Grande do Norte. Foi o primeiro clube do interior do estado a ser campeão estadual.
A maior glória do clube foi em 2001, sob a presidência de Álvaro Dias, o Corintians ergueu a taça do Campeonato Potiguar, se tornando o primeiro clube do interior a conseguir este feito.

## História
O clube surgiu no dia 25 de Janeiro de 1968, da fusão entre o Coríntians Esporte Clube e o Atlético de Caicó. O maior responsável pela fundação do clube foi Valdemir Marcelino de Assis.
Tudo começou com peladas às margens do rio Seridó, por aqueles que eram preteridos pelo Caicó, até então apontado como o melhor time da região do Seridó.
A partida que marcou a estreia oficial da equipe foi contra seu homônimo da Paraíba, o Corinthians de Campina Grande, e realizou-se no antigo estádio Walfredo Gurgel - que já não existe mais. Com uma vitória, foi selado o nascimento oficial do Galo do Seridó.
O segundo jogo foi contra o América, também da Paraíba, com nova vitória da equipe potiguar. Para este confronto foi cobrado ingressos pela primeira vez, o que rendeu 27 mil cruzeiros, mais que suficientes para cobrir os 22 mil investidos na organização do clube por Valdemir e ainda quitar todas as dívidas remanescentes e abrir a primeira conta do Coríntians no banco da cidade.
Em 1977 o Coríntians ingressou pela primeira vez na elite do futebol potiguar, direito adquirido por vencer - de forma invicta - o campeonato citadino no ano anterior, organizado pela Liga. A equipe caicoense terminou na sexta colocação, mas vergou em seus domínios, o ABC, quebrando uma invencibilidade de 26 jogos do adversário.
No ano seguinte o clube novamente estava na primeira divisão, mas sem condições financeiras de arcar com as despesas de viagem, sai da disputa em 1979, só retornando 15 anos depois, em 1993 - e para mostrar a sua força, terminou o campeonato na terceira colocação e invicto no Marizão. Em 1995 venceu o Vasco da Gama, que fazia até então uma excursão invicta pelo nordeste, pelo placar mínimo no estádio Marizão.  Em 1997, nova parada, novamente por questões financeiras, que obrigaram o clube a manter-se licenciado até 2000, quando retornou para ser quarto lugar.

### Campeonato Estadual de 2001
Tudo começou com a eleição de Álvaro Dias para a presidência do clube, em 2000. Obstinado com a conquista do título estadual, saiu em busca de parceiros capazes de viabilizar o sonho.
A SAT - Satélite Distribuidora de Combustíveis, empresa norte-rio-grandense, na figura de seu presidente Marcelo Alecrim, acreditou na ideia de quebrar a hegemonia dos dois grandes clubes da capital - ABC e América, que se revezavam na conquista do título estadual. Com um investimento na ordem de R$ 160 mil (uma média de R$ 35 mil mensais), a SAT tornou possível o objetivo do Coríntians. Foi através desta parceria que chegaram jogadores como Pedro Costa, considerado um dos melhores centroavantes do nordeste na época.
Acertado o patrocínio, era hora de montar um elenco capaz de ser campeão. O primeiro passo foi a escolha de Raimundo Inácio Filho, o Lobão, ex-jogador e torcedor fanático do Galo como diretor de futebol. Juntamente com o presidente Álvaro Dias, foram buscar no Treze da Paraíba o treinador Pedrinho Albuquerque, para comandar a equipe.
Pedrinho Albuquerque tinha a receita para se conquistar o título inédito: trazer jogadores consagrados e experientes, que formassem uma espinha-dorsal, aliados a muito trabalho e união do grupo. Assim desembarcaram craques como Betinho e Raminho - doutores em conquistar títulos estaduais na Paraíba, além de Márcio Silva, Júnior Bahia, Doriva dentre outros.
Com uma campanha arrasadora, o clube sagrou-se campeão invicto do primeiro turno. A estreia no campeonato já deu mostras do que viria pela frente: 5x0 no Baraúnas, diante da torcida seridoense. Na sequência, nova vitória, desta vez fora de casa, contra o São Gonçalo, por 1x0. E assim foi vergando um a um seus adversários. Mas a maior façanha nesta primeira fase foram as vitória contra o ABC apontado como favorito ao título; um surpreendente 3x0 e duas vitórias por 2x1, ambas na decisão do primeiro turno - tendo uma delas sido em Natal.
No segundo turno a equipe perdeu sua invencibilidade na competição - porém a manteve jogando no estádio Marizão, mas o título estava fadado a ir para Caicó. A equipe se classificou para a final, contra o América, com a vantagem de jogar por até três resultados iguais. Mas não foi preciso. No dia 24 de junho o Galo do Seridó foi a Natal, e com um gol de Ronaldo Falcão aos 32 minutos da segunda etapa, venceu o Mecão.
O jogo da volta, a ser realizado no Marizão numa quarta-feira, dia 27 de junho, foi carregado de expectativa. Pacato; Jorge Alagoano, Amaral, Vladimir e Rogério; Raminho, Márcio Silva, Duda e Betinho; Júnior Bahia e Pedro Costa; além de Jefferson, Zé Roberto e Airton, entraram em campo, no estádio completamente tomado por 5.909 torcedores, para vencer novamente pelo placar de 1x0 - com gol de Pedro Costa, aos 41 minutos do primeiro tempo, e levantar o caneco pela primeira vez.

#### Campanha
- Jogos: 24
- Vitórias: 19
- Empates: 3
- Derrotas: 2
- Gols pró: 49
- Gols contra: 14
- Saldo de gols: 35

#### Os Heróis da Conquista
A brilhante conquista se deve a todo elenco, mas fica em destaque Jorge Sabino de Melo (Jorge Alagoano), apelidado por sua torcida devido as inúmeras assistências que originaram em gol.
Airton, Alex Mineiro, Amaral, Betinho, Carlos Alberto, Carlos Alberto, Doriva, Duda, Jefferson, Jorge Alagoano, Manoel Cruz, Márcio Silva, Netinho, Pacato, Pantera, Pedro Costa, Raminho, Rogério, Ronaldo Falcão, Vladimir, Yêdo e Zé Roberto.
- Técnico: Pedrinho Albuquerque
- Auxiliar: Silva de Ouro
- Preparador Físico: Popôsa
- Roupeiro: Marquinhos

### Copa RN 2007

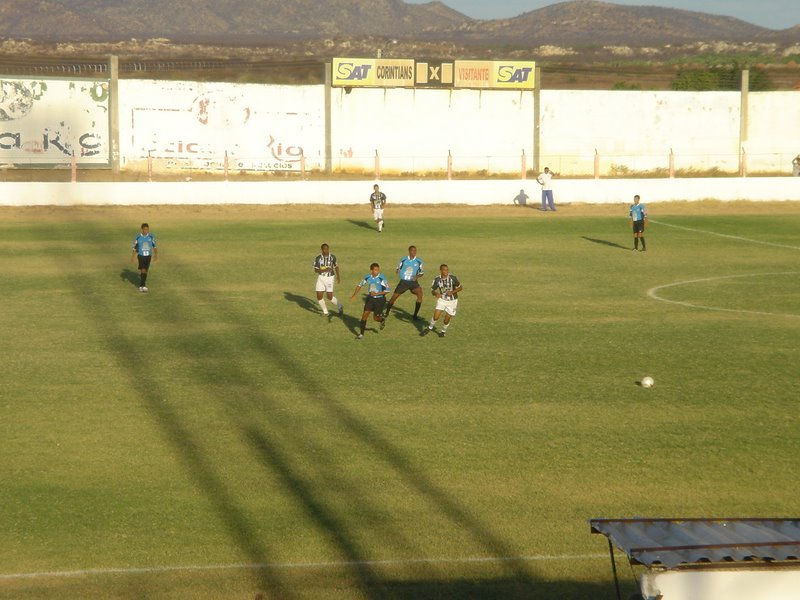
Coríntians 2x2 Macau, estreia na Copa RN 2007

Sem dinheiro em caixa, o Coríntians cogitou não participar da competição, o que acarretaria o rebaixamento automático para a segunda divisão do estadual em 2008.
Ajudada pela Quântyca Assessoria Esportiva, dos empresários Salomão Guerra, Vincenzo Grippo e Júlio Cabrino, a equipe ingressou na competição.
Os empresários fizeram desembarcar 11 jogadores, sem custos para o Coríntians, alguns deles já conhecidos pela torcida por sua participação no Campeonato Potiguar 2007: o zagueiro-artilheiro Ricardo Silva, que estava disputando a série C pelo Águia Negra/MS; e o xerifão Lima, que também estava disputando a série C, mas pelo Sampaio Corrêa/MA; o volante Diego Borges, que estava no Atlético Araçatuba/SP; o meia Jonathan, também do Atlético Araçatuba/SP;  e o atacante Zé Maria, que estava no Ituano/SP.
Além deles foram trazidos através desta parceria o lateral-direito Pedro, do Águia Negra/MS; o lateral-esquerdo Tiago Paulista, do Potyguar de Currais Novos; o zagueiro Everton, do Barcelona/SP;  o volante e lateral Clodoaldo; e os atacantes Gusta e Heron, do Atlético Araçatuba/SP.
Outros velhos conhecidos da torcida, como os goleiros Cimar e Ânderson; os laterais Bruninho e Índio; o promissor zagueiro Júlio, o zagueiro Felipe, o capitão Martins e o polivalente Hugo; o meia Fabinho e o atacante Arnaldo se juntaram ao excelente meia Muryllo e aos jovens Yuri, Rawlisson, Jardiel, Andinho, Thiago Potiguar; ao lateral e volante Vadinho e ao experiente meia Tamboril. Mas o grande destaque foi a contratação do ídolo Betinho - 40 anos, campeão estadual em 2001 e vice-campeão em 2002.
O artilheiro do time foi Heron, com 3 gols, seguido por Zé Maria com 2 e Fabinho e Martins com 1. A equipe base era: Cimar; Clodoaldo, Martins, Lima (Júlio) e Índio; Hugo, Diego Borges, Jonathan e Betinho; Zé Maria e Heron, comandados pelo treinador Silva de Ouro.
Apesar de um elenco forte e unido, a equipe acabou prejudicada pelo pouco tempo de preparação e pelos seguidos erros de arbitragem, como os 2 gols de Heron anulados contra o Macau, na estreia, o pênalti seguido da expulsão do zagueiro Felipe à 11 minutos de jogo, contra o Assu, na segunda rodada, e novamente o mal anulado gol de Heron, desta vez contra o Potiguar, no Marizão. Ainda assim fez boas apresentações que honraram a história do Galo e terminou o segundo turno invicto, com duas vitórias fora de casa - contra o Macau, no Alto do Rodrigues e contra o Potiguar, em Mossoró - e dois empates em casa, contra o Assu e contra o Baraúnas.
A competição para o Galo funcionou também como um laboratório para o estadual do próximo ano, e serviu para revelar ao menos 3 pratas da casa com futuro promissor: o zagueiro Júlio, que com a lesão de Lima, se firmou como titular da equipe com atuações seguras e garantiu a solidez do sistema defensivo; o volante e meia Yuri, que se destacou nos treinamentos com uma forte pegada e muita qualidade na saída de bola, tendo entrado em algumas partidas; e o habilidosíssimo meia Muryllo, que certamente em pouco tempo será visto em grandes equipes do futebol nacional a exemplo de Marcinho. Com isso, fica a expectativa que em 2008 o clube possa voltar a disputar o título do campeonato Potiguar, como nos anos 2001 e 2002.

## Títulos
| Estaduais | Estaduais           | Estaduais | Estaduais  |
|           | Competição          | Títulos   | Temporadas |
| --------- | ------------------- | --------- | ---------- |
|           | Campeonato Potiguar | 1         | 2001       |
|           | Copa RN             | 1         | 2010       |